# Sierpińskis konstant
Inom matematiken är Sierpińskis konstant en matematisk konstant, vanligen betecknad med K. Den definieras som gränsvärdet
{\displaystyle K=\lim _{n\to \infty }\left[\sum _{k=1}^{n}{r_{2}(k) \over k}-\pi \ln n\right]}
där r2(k) är antalet representationer av k som summan av två kvadrater.
Den kan skrivas i sluten form som
{\displaystyle K=\pi \left(2\ln 2+3\ln \pi +2\gamma -4\ln \Gamma \left({\frac {1}{4}}\right)\right)\approx 2.584981759579253217065893587383\dots }
Konstanten är uppkallad efter Wacław Sierpiński.